# カルチャー (thee michelle gun elephantの曲)
「カルチャー」（Culture）は、日本のロックバンド、thee michelle gun elephantの4thシングル。1997年5月1日、日本コロムビアより発売。

## 解説
- アルバムより約半年ぶりのシングル。マキシシングル形態での発売となった。
- シングルに収録された4曲は全てベスト・アルバム『RUMBLE』に収録されている。
- 初回盤のみ8ページジャケット仕様。また、初回盤と通常盤とでジャケットが異なる。

## 収録曲
1. カルチャー culture (4:12)
TVKテレビ『saku saku morning call』オープニングテーマ
2. ランドリー laundry (4:38)
3. カーテン curtain (6:09)
4. CISCO〜想い出のサンフランシスコ(She's gone) (2:05)
後にアルバム『RUMBLE』発売に伴いPVが制作された。歌詞は「CISCO!」しかなく、インスト曲に近い。

全作詞：チバユウスケ 作曲・編曲：thee michelle gun elephant